# Blaricum
Blaricum é um município dos Países Baixos (Holanda), e está situado no sudeste da Província da Holanda do Norte, numa região conhecida como "het Gooi" ou "Gooiland". É conhecido pelas suas fazendas e também pelo grande número de celebridades Holandesas que moram aqui, incluindo Marco Borsato, Anita Meijer, Paul de Leeuw, Gordon, Jerney Kaagman, John de Mol, Anita Witzier e Rene Froger.
O município de Blaricum abrange os distritos de Dorp e Bijvanck.